# Padang Jawa
Padang Jawa is een bestuurslaag in het regentschap Aceh Barat van de provincie Atjeh, Indonesië. Padang Jawa telde 396 inwoners in 2010. In 2016 was dit aantal toegenomen tot 443.